# Opération Zipper
Théâtre d'Asie du Sud-Est de la Guerre du Pacifique
Batailles
Batailles et opérations de la guerre du Pacifique

Japon :
- Raid de Doolittle
- Bombardements stratégiques sur le Japon (Tokyo
- Yokosuka
- Kure
- Hiroshima et Nagasaki)
- Raids aériens japonais des îles Mariannes
- Campagne des archipels Ogasawara et Ryūkyū
- Opération Famine
- Bombardements navals alliés sur le Japon
- Baie de Sagami
- Invasion de Sakhaline
- Invasion des îles Kouriles
- Opération Downfall
- Reddition du Japon

Pacifique central :
- Pearl Harbor
- Guam (1941)
- Wake
- Raid sur les îles Gilbert et Marshall
- Opération K
- Midway
- Opération RY
- Campagne des îles Gilbert et Marshall
- Campagne des îles Mariannes et Palaos
- Campagne des archipels Ogasawara et Ryūkyū
- Opération Inmate

Pacifique du sud-ouest :
- Nauru
- Invasion des Philippines (1941-42)
- Invasion des Indes orientales néerlandaises
- Opérations de l'Axe dans les eaux australiennes
- Raids aériens japonais sur l'Australie (1942-43)
- Opération Ke
- Campagne des îles Salomon
- Campagne de Nouvelle-Guinée
- Campagne des Philippines
- Campagne de Bornéo (1945)

Asie du sud-est :
- Invasion de l'Indochine (1940)
- Océan Indien (1940-45)
- Guerre franco-thaïlandaise
- Invasion de la Thaïlande
- Campagne de Malaisie
- Hong Kong
- Singapour
- Campagne de Birmanie
- Opération Kita
- Indochine (1945)
- Détroit de Malacca
- Opération Jurist
- Opération Tiderace
- Opération Zipper
- Bombardements stratégiques (1944-45)

Guerre sino-japonaise
Front d'Europe de l’Ouest
Front d'Europe de l’Est
Bataille de l'Atlantique
Campagnes d'Afrique, du Moyen-Orient et de Méditerranée
Théâtre américain
Pendant la Seconde Guerre mondiale, l'Opération Zipper était un plan britannique visant à capturer Port Swettenham ou Port Dickson, en Malaisie, comme zones de rassemblement pour la reprise de Singapour dans l'opération Mailfist. 
Cependant, en raison de la fin de la guerre du Pacifique, elle n'a jamais été entièrement exécutée. Certains des débarquements proposés sur Penang se sont déroulés comme prévu pour sonder les intentions japonaises, ne rencontrant aucune résistance. La tromperie prévue pour cette attaque s'appelait opération Slippery: une petite équipe de direction des opérations spéciales (dirigée par Tun Ibrahim Ismail) débarqua en octobre 1944 et réussit à convaincre les Japonais que les débarquements devaient se faire sur l'isthme de Kra, à 1 000 km au nord.
L'Opération Jurist et l'Opération Tiderace ont été mises en action à la suite de la reddition du Japon, avec les objectifs de libérer directement Penang et Singapour respectivement, suivies de plus petits débarquements amphibies sur la côte de Selangor et Negeri Sembilan. Deux flottes alliées partirent de Rangoun, la Force opérationnelle 11 de la Royal Navy se dirigeant vers Penang dans le cadre de l'opération Jurist, tandis que la plus grande flotte britannique et française naviguera vers Singapour dans le cadre de l'opération Tiderace. La libération antérieure de Penang avait pour but de tester les intentions japonaises en prélude à la reprise éventuelle de Singapour et du reste de la Malaisie.
La garnison japonaise de Penang s'est rendue le 2 septembre et les Royal Marines ont repris l'île de Penang le jour suivant. Pendant ce temps, la flotte alliée arriva au large de Singapour le 4 septembre et accepta la reddition des forces japonaises stationnées sur l'île. Une cérémonie officielle de remise eut lieu au centre-ville de Singapour le 12 septembre.
Le 9 septembre, les troupes de la 25e division indienne ont débarqué à Selangor et Negeri Sembilan, capturant alors Port Dickson. Après quelques retards, la force du Commonwealth atteignit Kuala Lumpur le 12 septembre.